# Kerstin Vännman
Kerstin Katarina Vännman, född 10 april 1946 i Umeå, är en svensk statistiker som var professor i matematisk statistik vid Luleå tekniska universitet. Inom industriell statistik har hon forskat om ordningsvärden och om duglighetsanalys. Hon är också känd för sitt arbete för främjandet av statistikundervisning. 
Kerstin Vännman var den första kvinna som disputerade i matematisk statistik i Sverige. Det skedde 1975 vid Umeå Universitet under handledning av Gunnar Kulldorff, med en avhandling om statistisk inferens baserad på ordningsvärden. Samma år blev Vännman universitetslektor i matematisk statistik vid Luleå tekniska universitet där hon sedan blev docent 1996, biträdande professor 1998 och professor 2004. Vännman har även varit gästprofessor på Högskolan Väst i Trollhättan. Hon är numera verksam på Handelshögskolan vid Umeå universitet.
Hon var gift med matematikern Andrejs Dunkels. En son är datalogen Adam Dunkels.